# Огород

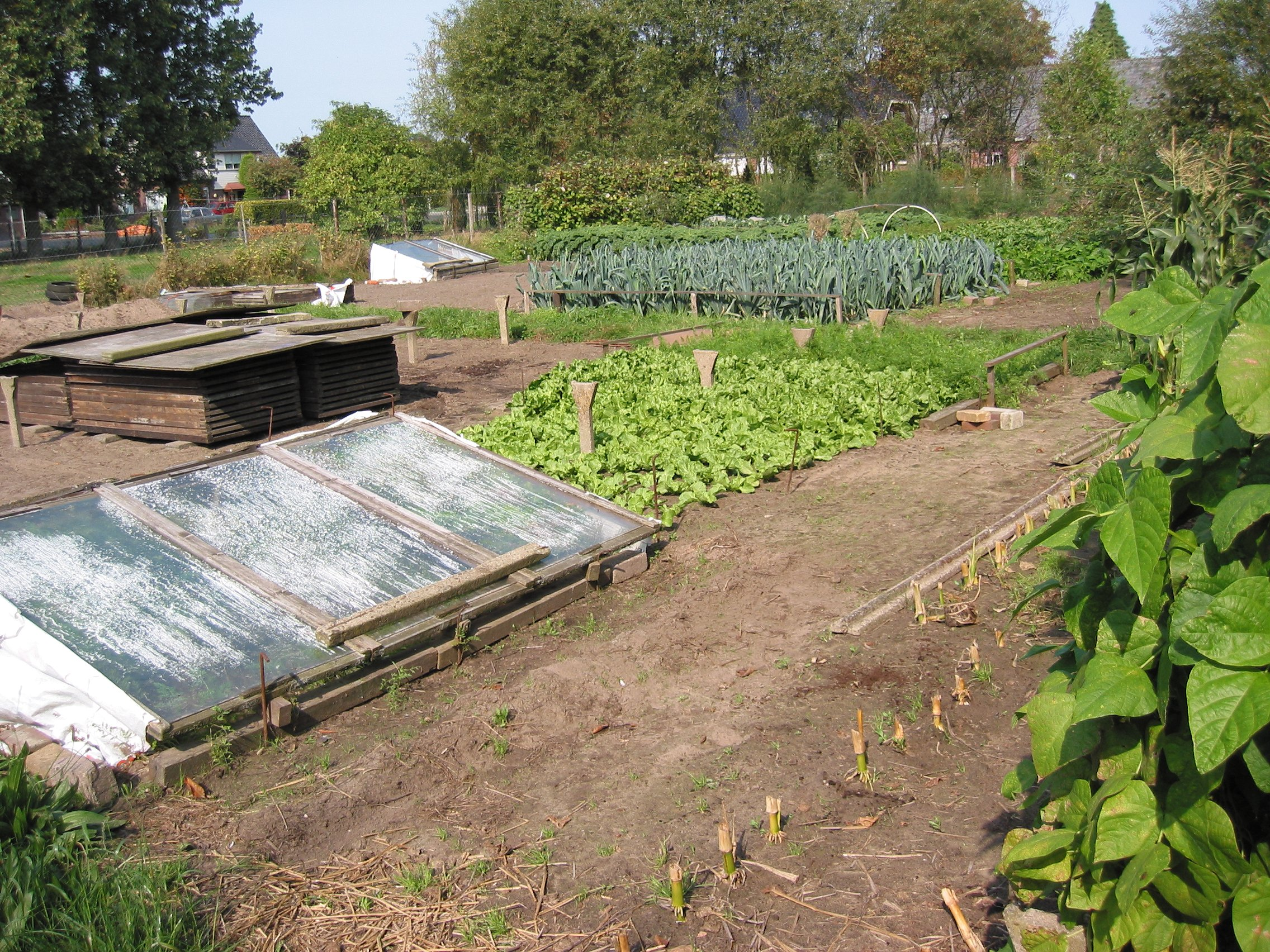
Парники на крестьянском огороде

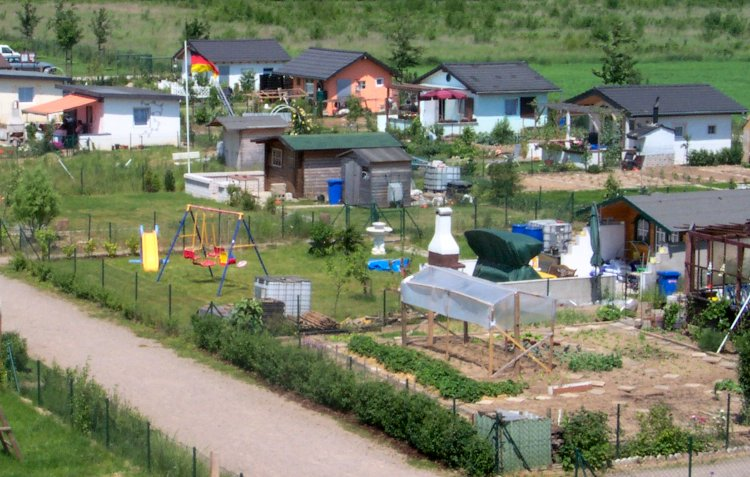
Садово-огородное общество в Германии

Огоро́д — участок земли, большей частью огороженный забором или живой изгородью и предназначенный для разведения (выращивания) овощей и других огородных растений, снедной зелени, ботвы, капусты и кореньев: репы, моркови, картофеля, лука и прочего.
На огороде могут также присутствовать посадки ягод и плодовых деревьев. Обычно огород обнесён (огорожен) забором или живой изгородью. На выбранном участке также допускается применение парников и теплиц. Возделывание огородов называется огородничеством. Ранее на Руси (в России) огород и сад при доме (двор) назывался Ухожа. Огород в поле, в степи, не при доме, без городьбы — бакча́, баштан, на поднятой плугом целине (новине, не́паши) разводят: особенно арбузы, дыни, тыквы, огурцы, также кукурузу, подсолнечники, иногда и лук, чеснок, морковь и другие овощи.
Когда ж по весне гряды копать и навоз класть, так навоз зимой запасти, а перед посадкой дынь парниковые грядки готовить да всякие семена заводить у себя и, посадив и посеяв разные семена и зерна, вовремя их поливать, укрывать, постоянно оберегая от мороза, а яблони обрезать, выбирая сушняк, черенки нарезать и делать прививку к стволам, и гряды с посевами пропалывать, капусту от червя и от блох беречь и обирать их и стряхивать.Домострой, XVI век

## Расположение
В деревне огород обычно располагается в непосредственной близости от жилого дома, такие же огороды встречаются и в районах индивидуальной застройки в городах.
Садово-огородные общества представляют собой большие участки земли, где располагается много огородов. Садово-огородные общества располагаются обычно на городских окраинах. Огороды в таких обществах обычно принадлежат жителям многоквартирных городских домов, у которых нет возможности иметь огород в непосредственной близости от своего жилья. В Германии садово-огородные общества появились в начале XIX века, а к началу XX века получили широкое распространение и в других регионах Западной Европы.
На огороде часто устраивается небольшое строение (садовый домик), предназначенное для кратковременного отдыха работающих людей (например во время зноя или дождя). Также могут иметься и прочие хозяйственные постройки (деревянный туалет, сарай для хранения сельхозинвентаря).

## Огороды в СССР

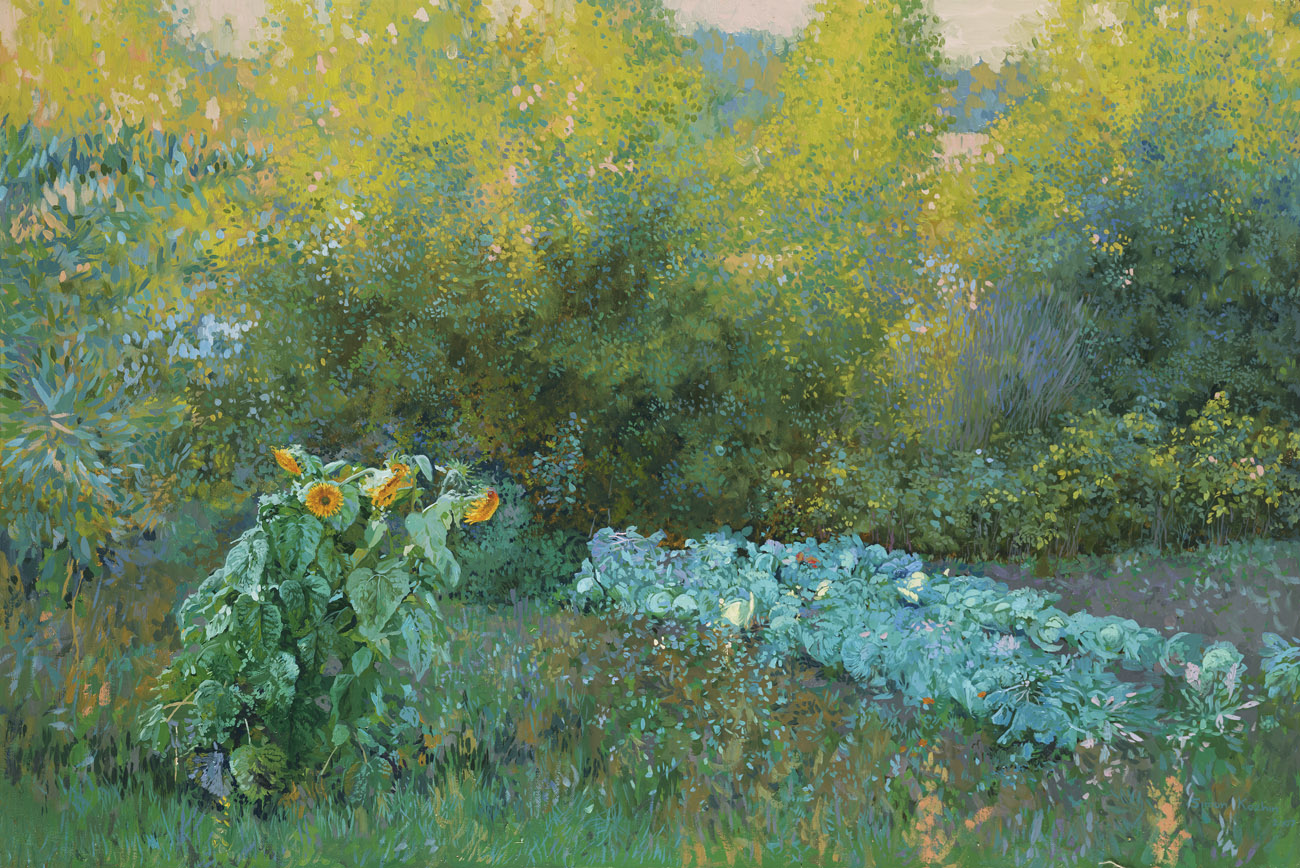
Художник С. Л. Кожин Бабушкин огород. Холст, масло. 60×80 см

В 1960-х годах в СССР под огороды выделялись участки земли от 4 до 6 соток. На огородах разрешалось строить одноэтажные домики размером не более 3×5 метров. К огородам подводилось электричество. Водоснабжение на огородах обеспечивалось подведением труб с водой или рытьём колодцев на каждом огороде. Для полива воды на огородах устанавливали электрические насосы либо другие устройства, ветряные или ручные, качающие воду.
Массовое выделение земельных участков под огороды проводилось в СССР в начале 1990-х годов. Под огороды выделялись участки около городов. Было разрешено строить домики и гаражи любого размера и этажности.
Постепенно растениеводческая функция огородов стала уступать рекреационной функции, огороды стали в большей степени местом отдыха горожан с детьми. На огородах стали чаще выращивать газоны, цветы, устанавливать детские игровые сооружения, строить бани и другие сооружения, не связанные с огородничеством.
Селекционеры проводят на огородах работы по выведению новых, более устойчивых и урожайных сортов растений.